# Віллісбург (Кентуккі)
Віллісбург (англ. Willisburg) — місто (англ. city) в США, в окрузі Вашингтон штату Кентуккі. Населення — 300 осіб (2020).

## Географія
Віллісбург розташований за координатами 37°48′32″ пн. ш. 85°7′14″ зх. д. / 37.80889° пн. ш. 85.12056° зх. д. (37.808826, -85.120566).  За даними Бюро перепису населення США в 2010 році місто мало площу 1,80 км², з яких 1,78 км² — суходіл та 0,02 км² — водойми.

## Демографія
Згідно з переписом 2010 року, у місті мешкали 282 особи в 107 домогосподарствах у складі 73 родин. Густота населення становила 157 осіб/км².  Було 120 помешкань (67/км²).
Расовий склад населення:
| - 97,9 % — білих - 1,1 % — чорних або афроамериканців |

До двох чи більше рас належало 0,7 %. Частка іспаномовних становила 2,5 % від усіх жителів.
За віковим діапазоном населення розподілялося таким чином: 21,3 % — особи молодші 18 років, 56,4 % — особи у віці 18—64 років, 22,3 % — особи у віці 65 років та старші. Медіана віку мешканця становила 38,8 року. На 100 осіб жіночої статі у місті припадало 104,3 чоловіків;  на 100 жінок у віці від 18 років та старших — 103,7 чоловіків також старших 18 років.
Середній дохід на одне домашнє господарство  становив 51 728 доларів США (медіана — 44 286), а середній дохід на одну сім'ю — 62 119 доларів (медіана — 52 000). За межею бідності перебувало 11,1 % осіб, у тому числі 9,7 % дітей у віці до 18 років та 10,9 % осіб у віці 65 років та старших.
Цивільне працевлаштоване населення становило 120 осіб. Основні галузі зайнятості: виробництво — 30,8 %, освіта, охорона здоров'я та соціальна допомога — 14,2 %, публічна адміністрація — 10,0 %, роздрібна торгівля — 8,3 %.